# Крол, Руд
Руд Крол (нидерл. Ruud Krol; род. 24 марта 1949, Амстердам) — нидерландский футболист и футбольный тренер. Выступал на позиции защитника. Большую часть карьеры провёл в «Аяксе». Шестикратный чемпион и четырёхкратный обладатель Кубка Нидерландов. Трёхкратный победитель Кубка европейских чемпионов, обладатель двух Суперкубков УЕФА и одного Межконтинентального Кубка в составе амстердамского «Аякса». Также выступал за канадский «Ванкувер Уайткэпс», итальянский «Наполи» и французский «Канн».

## Биография

### Клубная карьера
Руд Крол начал свою футбольную карьеру в амстердамском «Аяксе», по совету главного тренера «Аякса» Ринуса Михелса. В своём дебютном сезоне Руд мало выходил на поле, но после перехода левого защитника Тео ван Дёйвенбоде в «Фейеноорд» летом 1969 года, Руд всё больше стал выходить в основном составе. Крол стал неизменным игроком защиты. Так, в 1971 году «Аякс» дошёл до финала Кубка чемпионов, в котором победил «Панатинаикос» со счётом 2:0, но Крол не играл в финале из-за перелома ноги.
В двух последующих финалах кубка чемпионов — 1972 и 1973 — Крол принимал участие и стал трёхкратным обладателем Кубка чемпионов. После того, как главные звёзды клуба Йохан Кройф, Йохан Нескенс и капитан «Аякса» Пит Кейзер покинули команду, капитаном «Аякса» стал именно Крол. В 1980 году, Руд покинул «Аякс», за который провёл 332 матча и забил 23 мяча.
Перейдя в канадский «Ванкувер Уайткэпс», Крол провёл 14 матчей и стал чемпионом Канады, после чего перешёл в итальянский «Наполи», в котором выступал в течение четырёх лет. Карьеру игрока Руд завершил во французском «Канне», в то время эта команда выступала во второй лиге.

### Карьера в сборной
За национальную сборную Нидерландов Руд Крол дебютировал в 1969 году, в матче против Англии. В 70-е Крол был частицей того «Тотального футбола», который показывал «Аякс» и сборная Нидерландов. Руд действовал как универсальный защитник и мог играть даже в полузащите. За сборную Крол провёл 83 матча, был участником Чемпионата мира 1974 и 1978, а также Чемпионата Европы 1976 и 1980 года.
| Матчи и голы Руда Крола за сборную | Матчи и голы Руда Крола за сборную | Матчи и голы Руда Крола за сборную | Матчи и голы Руда Крола за сборную | Матчи и голы Руда Крола за сборную | Матчи и голы Руда Крола за сборную | Матчи и голы Руда Крола за сборную |
| ---------------------------------- | ---------------------------------- | ---------------------------------- | ---------------------------------- | ---------------------------------- | ---------------------------------- | ---------------------------------- |
| №                                  | Дата                               | Соперник                           | Счёт                               | Голы                               | Турнир                             |                                    |
| 1                                  | 5 ноября 1969                      | Англия                             | 0:1                                | -                                  | Товарищеский матч                  |                                    |
| 2                                  | 14 января 1970                     | Англия                             | 0:0                                | -                                  | Товарищеский матч                  |                                    |
| 3                                  | 28 января 1970                     | Израиль                            | 1:0                                | -                                  | Товарищеский матч                  |                                    |
| 4                                  | 17 ноября 1971                     | Люксембург                         | 8:0                                | -                                  | Отборочный матч к ЧЕ 1972          |                                    |
| 5                                  | 1 декабря 1971                     | Шотландия                          | 2:1                                | -                                  | Товарищеский матч                  |                                    |
| 6                                  | 16 февраля 1972                    | Греция                             | 5:0                                | -                                  | Товарищеский матч                  |                                    |
| 7                                  | 3 мая 1972                         | Перу                               | 3:0                                | -                                  | Товарищеский матч                  |                                    |
| 8                                  | 30 августа 1972                    | Чехословакия                       | 2:1                                | -                                  | Товарищеский матч                  |                                    |
| 9                                  | 1 ноября 1972                      | Норвегия                           | 9:0                                | -                                  | Отборочный матч к ЧМ 1974          |                                    |
| 10                                 | 19 ноября 1972                     | Бельгия                            | 0:0                                | -                                  | Отборочный матч к ЧМ 1974          |                                    |
| 11                                 | 28 марта 1973                      | Австрия                            | 0:1                                | -                                  | Товарищеский матч                  |                                    |
| 12                                 | 2 мая 1973                         | Испания                            | 3:2                                | -                                  | Товарищеский матч                  |                                    |
| 13                                 | 22 августа 1973                    | Исландия                           | 5:0                                | -                                  | Отборочный матч к ЧМ 1974          |                                    |
| 14                                 | 29 августа 1973                    | Исландия                           | 8:1                                | -                                  | Отборочный матч к ЧМ 1974          |                                    |
| 15                                 | 12 сентября 1973                   | Норвегия                           | 2:1                                | -                                  | Отборочный матч к ЧМ 1974          |                                    |
| 16                                 | 10 октября 1973                    | Польша                             | 1:1                                | -                                  | Товарищеский матч                  |                                    |
| 17                                 | 18 ноября 1973                     | Бельгия                            | 0:0                                | -                                  | Отборочный матч к ЧМ 1974          |                                    |
| 18                                 | 27 марта 1974                      | Австрия                            | 1:1                                | 1                                  | Товарищеский матч                  |                                    |
| 19                                 | 26 мая 1974                        | Аргентина                          | 4:1                                | -                                  | Товарищеский матч                  |                                    |
| 20                                 | 5 июня 1974                        | Румыния                            | 0:0                                | -                                  | Товарищеский матч                  |                                    |
| 21                                 | 15 июня 1974                       | Уругвай                            | 2:0                                | -                                  | Чемпионат мира 1974                |                                    |
| 22                                 | 19 июня 1974                       | Швеция                             | 0:0                                | -                                  | Чемпионат мира 1974                |                                    |
| 23                                 | 23 июня 1974                       | Болгария                           | 4:1                                | -                                  | Чемпионат мира 1974                |                                    |
| 24                                 | 26 июня 1974                       | Аргентина                          | 4:0                                | 1                                  | Чемпионат мира 1974                |                                    |
| 25                                 | 30 июня 1974                       | ГДР                                | 2:0                                | -                                  | Чемпионат мира 1974                |                                    |
| 26                                 | 3 июля 1974                        | Бразилия                           | 2:0                                | -                                  | Чемпионат мира 1974                |                                    |
| 27                                 | 7 июля 1974                        | ФРГ                                | 1:2                                | -                                  | Чемпионат мира 1974                |                                    |
| 28                                 | 4 сентября 1974                    | Швеция                             | 5:1                                | -                                  | Товарищеский матч                  |                                    |
| 29                                 | 25 сентября 1974                   | Финляндия                          | 3:1                                | -                                  | Отборочный матч к ЧЕ 1976          |                                    |
| 30                                 | 9 октября 1974                     | Швейцария                          | 1:0                                | -                                  | Товарищеский матч                  |                                    |
| 31                                 | 20 ноября 1974                     | Италия                             | 3:1                                | -                                  | Отборочный матч к ЧЕ 1976          |                                    |
| 32                                 | 30 апреля 1975                     | Бельгия                            | 0:1                                | -                                  | Товарищеский матч                  |                                    |
| 33                                 | 17 мая 1975                        | ФРГ                                | 1:1                                | -                                  | Товарищеский матч                  |                                    |
| 34                                 | 3 сентября 1975                    | Финляндия                          | 4:1                                | -                                  | Отборочный матч к ЧЕ 1976          |                                    |
| 35                                 | 10 сентября 1975                   | Польша                             | 1:4                                | -                                  | Отборочный матч к ЧЕ 1976          |                                    |
| 36                                 | 15 октября 1975                    | Польша                             | 3:0                                | -                                  | Отборочный матч к ЧЕ 1976          |                                    |
| 37                                 | 22 ноября 1975                     | Италия                             | 0:1                                | -                                  | Отборочный матч к ЧЕ 1976          |                                    |
| 38                                 | 25 апреля 1976                     | Бельгия                            | 5:0                                | -                                  | Отборочный матч к ЧЕ 1976          |                                    |
| 39                                 | 22 мая 1976                        | Бельгия                            | 2:1                                | -                                  | Отборочный матч к ЧЕ 1976          |                                    |
| 40                                 | 16 июня 1976                       | Чехословакия                       | 1:3                                | -                                  | Чемпионат Европы 1976              |                                    |
| 41                                 | 19 июня 1976                       | Югославия                          | 3:2                                | -                                  | Чемпионат Европы 1976              |                                    |
| 42                                 | 8 сентября 1976                    | Исландии                           | 1:0                                | -                                  | Отборочный матч к ЧМ 1978          |                                    |
| 43                                 | 13 октября 1976                    | Северная Ирландия                  | 2:2                                | 1                                  | Отборочный матч к ЧМ 1978          |                                    |
| 44                                 | 9 февраля 1977                     | Англия                             | 2:0                                | -                                  | Товарищеский матч                  |                                    |
| 45                                 | 26 марта 1977                      | Бельгия                            | 2:0                                | -                                  | Отборочный матч к ЧМ 1978          |                                    |
| 46                                 | 31 августа 1977                    | Исландии                           | 4:1                                | -                                  | Отборочный матч к ЧМ 1978          |                                    |
| 47                                 | 5 октября 1977                     | СССР                               | 0:0                                | -                                  | Товарищеский матч                  |                                    |
| 48                                 | 12 октября 1977                    | Северная Ирландия                  | 1:0                                | -                                  | Отборочный матч к ЧМ 1978          |                                    |
| 49                                 | 26 октября 1977                    | Бельгия                            | 1:0                                | -                                  | Отборочный матч к ЧМ 1978          |                                    |
| 50                                 | 22 февраля 1978                    | Израиль                            | 2:1                                | -                                  | Товарищеский матч                  |                                    |
| 51                                 | 5 апреля 1978                      | Тунис                              | 4:0                                | -                                  | Товарищеский матч                  |                                    |
| 52                                 | 20 мая 1978                        | Австрия                            | 1:0                                | -                                  | Товарищеский матч                  |                                    |
| 53                                 | 3 июня 1978                        | Иран                               | 3:0                                | -                                  | Чемпионат мира 1978                |                                    |
| 54                                 | 7 июня 1978                        | Перу                               | 0:0                                | -                                  | Чемпионат мира 1978                |                                    |
| 55                                 | 11 июня 1978                       | Шотландия                          | 2:3                                | -                                  | Чемпионат мира 1978                |                                    |
| 56                                 | 14 июня 1978                       | Австрия                            | 5:1                                | -                                  | Чемпионат мира 1978                |                                    |
| 57                                 | 18 июня 1978                       | ФРГ                                | 2:2                                | -                                  | Чемпионат мира 1978                |                                    |
| 58                                 | 21 июня 1978                       | Италия                             | 2:1                                | -                                  | Чемпионат мира 1978                |                                    |
| 59                                 | 25 июня 1978                       | Аргентина                          | 1:3                                | -                                  | Чемпионат мира 1978                |                                    |
| 60                                 | 20 сентября 1978                   | Исландия                           | 3:0                                | 1                                  | Отборочный матч к ЧЕ 1980          |                                    |
| 61                                 | 11 октября 1978                    | Швейцария                          | 3:1                                | -                                  | Отборочный матч к ЧЕ 1980          |                                    |
| 62                                 | 15 ноября 1978                     | ГДР                                | 3:0                                | -                                  | Отборочный матч к ЧЕ 1980          |                                    |
| 63                                 | 20 декабря 1978                    | ФРГ                                | 1:3                                | -                                  | Товарищеский матч                  |                                    |
| 64                                 | 2 мая 1979                         | Польша                             | 0:2                                | -                                  | Отборочный матч к ЧЕ 1980          |                                    |
| 65                                 | 22 мая 1979                        | Аргентина                          | 0:0                                | -                                  | Товарищеский матч                  |                                    |
| 66                                 | 5 сентября 1979                    | Исландия                           | 4:0                                | -                                  | Отборочный матч к ЧЕ 1980          |                                    |
| 67                                 | 26 сентября 1979                   | Бельгия                            | 1:0                                | -                                  | Товарищеский матч                  |                                    |
| 68                                 | 17 октября 1979                    | Польша                             | 1:1                                | -                                  | Отборочный матч к ЧЕ 1980          |                                    |
| 69                                 | 21 ноября 1979                     | ГДР                                | 3:2                                | -                                  | Отборочный матч к ЧЕ 1980          |                                    |
| 70                                 | 23 января 1980                     | Испания                            | 0:1                                | -                                  | Товарищеский матч                  |                                    |
| 71                                 | 26 марта 1980                      | Франция                            | 0:0                                | -                                  | Товарищеский матч                  |                                    |
| 72                                 | 11 июня 1980                       | Греция                             | 1:0                                | -                                  | Чемпионат Европы 1980              |                                    |
| 73                                 | 14 июня 1980                       | ФРГ                                | 2:3                                | -                                  | Чемпионат Европы 1980              |                                    |
| 74                                 | 17 июня 1980                       | Чехословакия                       | 1:1                                | -                                  | Чемпионат Европы 1980              |                                    |
| 75                                 | 19 ноября 1980                     | Бельгия                            | 0:1                                | -                                  | Отборочный матч к ЧМ 1982          |                                    |
| 76                                 | 25 марта 1981                      | Франция                            | 1:0                                | -                                  | Отборочный матч к ЧМ 1982          |                                    |
| 77                                 | 29 апреля 1981                     | Кипр                               | 1:0                                | -                                  | Отборочный матч к ЧМ 1982          |                                    |
| 78                                 | 9 сентября 1981                    | Ирландия                           | 2:2                                | -                                  | Отборочный матч к ЧМ 1982          |                                    |
| 79                                 | 14 октября 1981                    | Бельгия                            | 3:0                                | -                                  | Отборочный матч к ЧМ 1982          |                                    |
| 80                                 | 18 ноября 1981                     | Франция                            | 0:2                                | -                                  | Отборочный матч к ЧМ 1982          |                                    |
| 81                                 | 23 марта 1982                      | Шотландия                          | 1:2                                | -                                  | Товарищеский матч                  |                                    |
| 82                                 | 25 мая 1982                        | Англия                             | 0:2                                | -                                  | Товарищеский матч                  |                                    |
| 83                                 | 16 февраля 1983                    | Испания                            | 0:1                                | -                                  | Отборочный матч к ЧЕ 1984          |                                    |

Итого: 83 матча / 4 гола; 48 побед, 17 ничьих, 18 поражений.

### Тренерская карьера
После окончания карьеры игрока Руд стал тренером. Свою тренерскую карьеру Руд начал в бельгийском «Мехелене», проработав там один год, Крол затем отправился в швейцарский «Серветт», в котором также провёл один сезон.
Крол был главным тренером сборной Египта, ассистентом главного тренера сборной Нидерландов, которой руководил Луи ван Гал и также ассистентом в «Аяксе» при Рональде Кумане, позже стал временным тренером в «Аяксе», после отставки Кумана в 2005 году. Руд был также тренером французского «Аяччо», который выступал во второй французской лиге, с 2006 по 2007 год.
В августе 2007 Крол вернулся в египетский «Замалек», которым руководил с 1994 по 1999 год, но, проведя год в команде, он покинул клуб, с которым в 1996 году выиграл Африканский кубок чемпионов, а годом позже, в 1997 — Суперкубок КАФ, и в 1999 году — Кубок Египта.
В 2008 году Крол стал тренером южноафриканского клуба «Орландо Пайретс», подписав контракт на четыре года.
C 2012 по 2014 годы Крол работал в Тунисе — тренировал клубы «Сфаксьен», с которым в 2013 году побеждал в чемпионате страны и Кубке Конфедерации КАФ, и «Эсперанс», с которым в 2014 году также выиграл чемпионат, а в 2013 году временно исполнял обязанности главного тренера сборной Туниса.
В сезоне 2014/15 Крол тренировал ливийский «Аль-Ахли» из Триполи.
В 2015 году непродолжительное время возглавлял марокканскую «Раджу».
В начале 2016 года вернулся в Тунис и в течение полугода руководил командой «Клуб Африкэн» из столицы страны.

## Достижения

### Командные
Сборная Нидерландов
- Серебряный призёр чемпионата мира (2): 1974, 1978
- Бронзовый призёр чемпионата Европы: 1976

«Аякс»
- Чемпион Нидерландов (6): 1970, 1972, 1973, 1977, 1979, 1980
- Серебряный призёр чемпионата Нидерландов (3): 1969, 1971, 1978
- Бронзовый призёр чемпионата Нидерландов (3): 1974, 1975, 1976
- Обладатель Кубка Нидерландов (4): 1970, 1971, 1972, 1979
- Финалист Кубка Нидерландов (2): 1978, 1980
- Обладатель Кубка европейских чемпионов (3): 1970/71, 1971/72, 1972/73
- Финалист Кубка европейских чемпионов: 1968/69
- Обладатель Суперкубка УЕФА (2): 1972, 1973
- Обладатель Межконтинентального кубка: 1972

«Наполи»
- Бронзовый призёр чемпионата Италии: 1981

### Тренерские
«Мехелен»
- Бронзовый призёр чемпионата Бельгии: 1989/90

Олимпийская сборная Египта
- Чемпион Всеафриканских игр: 1995

«Замалек»
- Серебряный призёр чемпионата Египта: 1997/98
- Бронзовый призёр чемпионата Египта: 2007/08
- Обладатель Кубка Египта: 2007/08
- Обладатель Афроазиатского кубка: 1997

«Орландо Пайретс»
- Чемпион ЮАР: 2010/11
- Серебряный призёр чемпионата ЮАР: 2008/09
- Обладатель Кубка ЮАР: 2010/11
- Обладатель Кубка Восьми: 2010

«Сфаксьен»
- Чемпион Туниса: 2012/13
- Обладатель Кубка Конфедерации КАФ: 2013

«Эсперанс»
- Чемпион Туниса: 2013/14

«Раджа»
- Обладатель Клубного кубка УНАФ: 2015

### Личные
- Обладатель Бронзового мяча: 1979
- Входит в состав символической сборной чемпионата мира: 1978
- 79-е место в списке лучших футболистов Европы XX века по версии МФФИИС
- 5-е место в списке лучших футболистов Нидерландов XX века по версии МФФИИС
- Golden Foot: 2024 (в номинации «Легенды футбола»)